# Hyporatasa
Hyporatasa é um gênero de mariposa pertencente à família Crambidae.